# 切姆斯福德教區
聖公會切姆斯福德教區（英語：Diocese of Chelmsford）是英格蘭教會坎特伯雷教省下面的一個教區。成立於1914年1月23日。
轄區包括泰晤士河以北、利亞河以東的大倫敦，以及埃塞克斯郡，與天主教布倫特伍德教區同域。座堂是切姆斯福德座堂，現任主教為史提芬·科特萊爾。下分三個副主教區、七個會吏長區及廿六個會吏區，管理482個堂區。